# La Llagonne
La Llagonne is een gemeente in het Franse departement Pyrénées-Orientales (regio Occitanie) en telt 285 inwoners (2004). De plaats maakt deel uit van het arrondissement Prades.

## Geografie
De oppervlakte van La Llagonne bedraagt 22,1 km², de bevolkingsdichtheid is 12,9 inwoners per km².

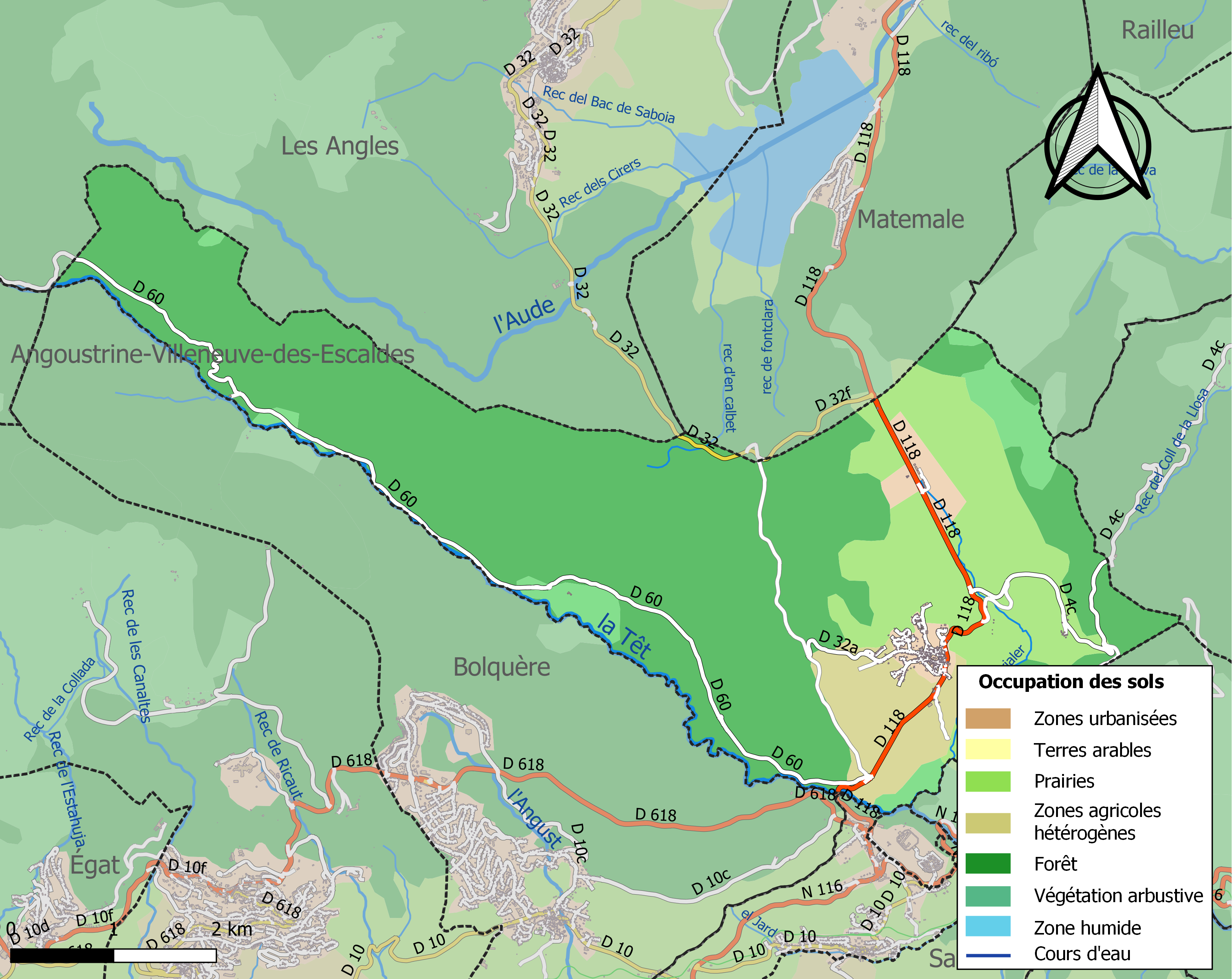
Kaart van de gemeente met de belangrijkste infrastructuur, bodemgebruik en omliggende gemeenten

## Demografie
Onderstaande figuur toont het verloop van het inwonertal (bron: INSEE-tellingen).